# Gejza Šimanský
Gejza Šimanský (Sečovce, 29 agosto 1924 – Prešov, 19 giugno 2007) è stato un calciatore cecoslovacco, di ruolo attaccante.

## Carriera

### Club
Tra il 1946 e il 1951 gioca nello Slovan Bratislava: vincerà 3 campionati cecoslovacchi (1949, 1950 e 1951). Nel 1951 passa al Tatran Prešov dove rimane sino al 1955 anno del suo ritiro dal calcio giocato.

### Nazionale
Esordisce in Nazionale il 21 settembre 1947 in Romania-Cecoslovacchia 2-6: realizzera una doppietta. Dopo aver giocato 15 incontri e aver segnato 7 marcature, si ritirerà dalla Nazionale il 25 settembre 1955, dopo aver realizzato una rete in Cecoslovacchia-Belgio 5-2.

## Palmarès
- Campionato cecoslovacco: 3

Slovan Bratislava: 1949, 1950, 1951